# Anaglymma tanganyikai
Anaglymma tanganyikai är en skalbaggsart som beskrevs av Thérond 1963. Anaglymma tanganyikai ingår i släktet Anaglymma och familjen stumpbaggar. Inga underarter finns listade i Catalogue of Life.